# Норралаон
Норралон  (швед. Norralaån) — річка у середній Швеції, у лені Євлеборг. Довжина річки становить 40 км, площа басейну  — 319,3 км². 